# Mijo Horvat
Pater Mijo Horvat (Palinovec, 20. rujna 1941. – Dubrovnik 1. prosinca 2005.), bio je hrvatski katolički svećenik dominikanac i multiinstrumentalist.

## Životopis
Rođen se u župi Sv. Juraj u Trnju, gdje je završio i osnovnu školu. Godine 1956. upisao se u Dominikansku klasičnu gimnaziju u Bolu na Braču, a po njezinu završetku, odsluživši vojni rok u JNA-u, 1961. godine upisuje Dominikansku visoku bogoslovnu školu u Dubrovniku. Opće bogoslovlje diplomirao je na Katoličkom bogoslovnom fakultetu u Zagrebu.
Pastoralno je djelovao u više dominikanskih zajednica, u Zagrebu, Bolu, Splitu, Rijeci i Dubrovniku.
Bio je gitarist i skladatelj. Potaknuo je glazbeno djelovanje nekih sastava, poput Op Art-a i Akvinca u Bolu, Splitu, Rijeci, Dubrovniku te sastav u crkvi ranjenog Isusa u Zagrebu. 
U mladosti je svoj životni put usmjeravao radu s mladima. Bio je začetnik širenja taizéovska pokreta u Hrvatskoj, te prvi svećenik koji je mlade vodio na Europska novogodišnja hodočašća mladih i u samo mjesto Taizé. Svaki utorak je u samostanu dominikanaca vodio taizéovsku molitve s mladima.
Stolovao je u 25 godina u crkvi Sv. Jeronima u Rijeci, nakon što je došao iz Zagreba gdje je tijekom 70-ih godina pomagao rehabilitiranju narkomana.
Prijateljevao je i s nekim riječkim rockerima i boemima, te ga se moglo vidjeti i u riječkim popularnim rock klubovima. Mnogi su u njegovoj prostoriji unutar crkve Sv. Jeronima prvi puta svirali neki instrument. Često puta je posuđivao glazbenu opremu riječkim sastavima.
Za nedjeljne mise je angažirao sastav s pojačalima, gitarama i bubnjevima. Bio je prvi svećenik koji je uveo bubnjeve u crkvu za nedjeljnu misu. Pjevao je i svirao više instrumenata (klavijature, električnu gitaru, bas-gitaru...), a najdraža mu je bila bas-gitara koju je svirao sa sastavom na misama.
Početkom 2000.-ih obitavao je u dominikanskom samostanu u Dubrovniku, gdje je bio imenovan kapelanom doma za umirovljenike na Pilama. Vodio je i samostansku knjižnicu u Dubrovniku.
U Dubrovniku je preminuo 1. prosinca 2005., a dva dana kasnije je i pokopan na ondašnjemu dominikanskom groblju.